# علم شكل الأرض المناخي

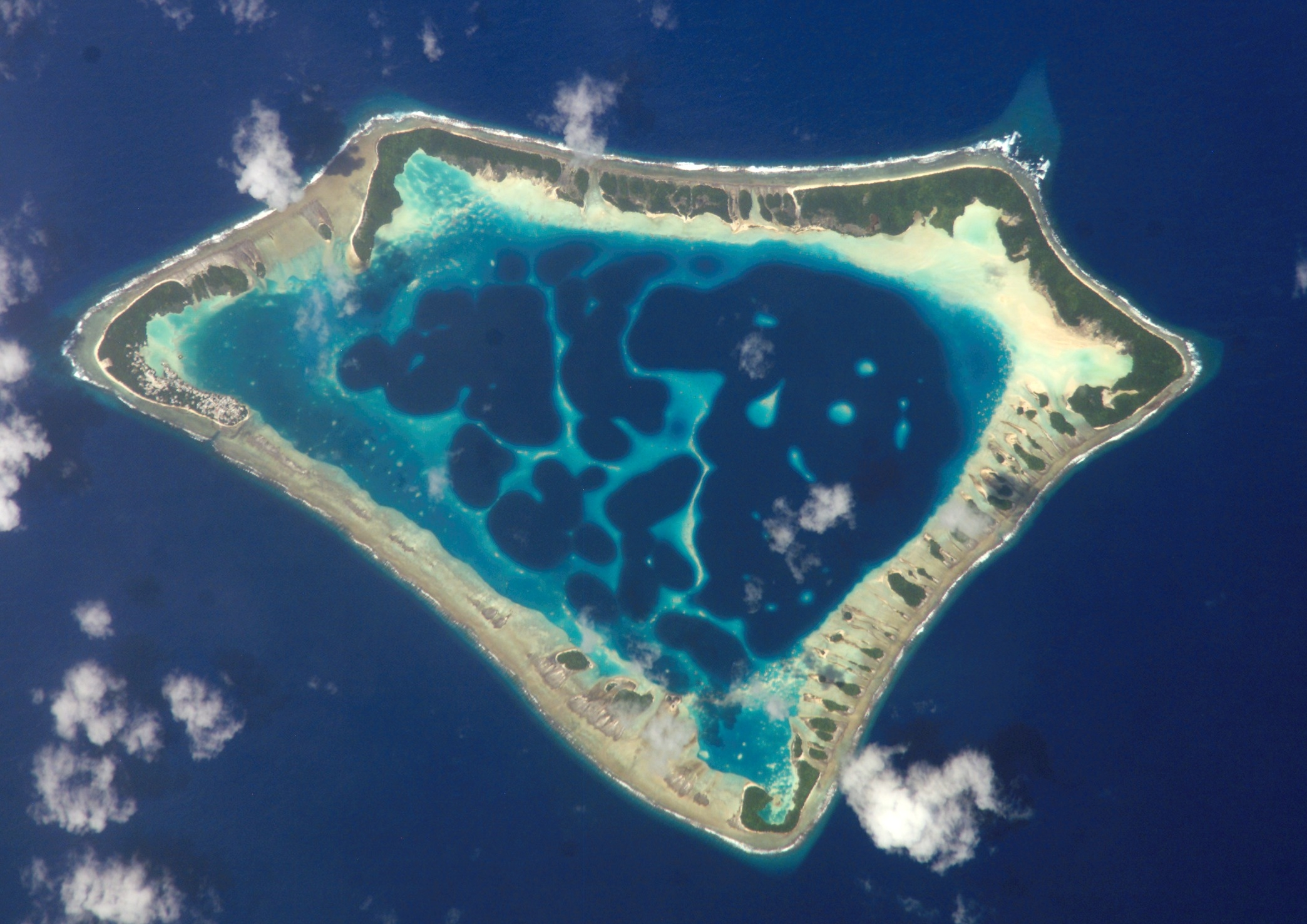
تعدّ الأطولات مثل أطول أتافو في توكيلاو الواقع في المحيط الهادئ من التضاريس المرتبطة حصرًا بالمناخ الاستوائي. لا توجد أية أطولات في المناطق غير الاستوائية.

علم شكل الأرض المناخي (بالإنجليزية: Climatic geomorphology) هي دراسة دور المناخ في تشكيل معالم السطح وعمليات سطح الأرض. تُستخدم إحدى الطرق في علم شكل الأرض المناخي وهي دراسة التضاريس البالية للاستدلال على المناخات القديمة. كونها مهتمة بالمناخات في الماضي، تُعتبر علم شكل الأرض المناخي أحيانًا أحد أشكال الجيولوجيا التاريخية. ولأن خصائص صفحة الأرض في منطقة واحدة ربما تكون قد تطورت تحت تأثير مناخات تختلف عن تلك الموجودة حاليًا، قد تساعد دراسة المناطق المتباينة مناخيًا في فهم صفحة الأرض في الوقت الحالي. على سبيل المثال، درس جوليوس بوديل كلًا من عمليات المناخ البارد في سفالبارد وعمليات التجوية في الهند الاستوائية لفهم أصل تضاريس أوروبا الوسطى، التي تناقش بأنها كانت صخرًا تحوليًا متحفظًا من معالم للسطح تكونت خلال أزمنة مختلفة وتحت تأثير مناخات مختلفة.

## المجالات الفرعية
تركز الفروع الثانوية المختلفة للجيومورفولوجيا المناخية على بيئات مناخية محددة.

### علم شكل الأرض المناخي الصحراوي
تشترك علم شكل الأرض المناخي الصحراوي أو جيومورفولوجيا الأراضي القاحلة أو شبه القاحلة في العديد من معالم السطح والعمليات مع المناطق الأكثر رطوبة. هناك طابع مميز وهو ندرة أو انعدام الكساء النباتي والذي يؤثر على العمليات النهرية والانحدارية المرتبطة بالرياح ونشاط الملح. قدّم المستكشفون الغربيون الأعمال الأولى في علم شكل الأرض المناخي الصحراوي في المستعمرات الخاصة ببلدانهم في أفريقيا (غرب أفريقيا الفرنسية وجنوب غرب أفريقيا الألمانية ومصر الغربية) أو في المناطق الحدودية في بلادهم (الغرب الأمريكي والمناطق الريفية النائية في أستراليا) أو في صحارى البلاد الأجنبية مثل الدولة العثمانية والإمبراطورية الروسية والصين. منذ السبعينيات وجدت علم شكل الأرض المناخي الصحراوي في الأرض تشابهات مع جيولوجيا المريخ.

### علم شكل الأرض المناخي شبه الجليدي
تعتبر علم شكل الأرض المناخي شبه الجليدي مجالًا قريبًا من العلم الرباعي وعلم الجليد الجغرافي ولكنها تختلف عنهما. تهتم علم شكل الأرض المناخي شبه الجليدي بمعالم السطح غير الجليدية في المناخ البارد سواء في المناطق التي تتكون فيها التربة الصقيعية أم لا. وإن كان تعريف المنطقة شبه الجليدية غير محدد بشكل واضح، يشير تقدير معتدل إلى أن ربع مساحة سطح اليابسة على كوكب الأرض يتعرض لأحوال شبه جليدية.
فوق ذلك الربع، تعرّض ربع أو خمس مساحة سطح اليابسة على كوكب الأرض للأحوال شبه الجليدية خلال فترةٍ ما في العصر الحديث الأقرب. يشمل الباحثون البارزون في علم شكل الأرض المناخي شبه الجليدي يوحنا جونار أندرسون وواليري لوزينسكي وأنديرس راب وجيان تريكارت.

### علم شكل الأرض المناخي الاستوائي
إذا حُددت المناطق الاستوائية بالمنطقة التي تقع بين خطي عرض 35 شمالًا و35 جنوبًا، سيقع قرابة 60% من سطح الأرض في تلك المنطقة. خلال غالبية القرن العشرين أُهملت علم شكل الأرض المناخي الاستوائي نتيجة الانحياز تجاه المناخات المعتدلة، وعند التعامل معها صُنفت كغريبة. تختلف علم شكل الأرض المناخي الاستوائي إلى حد كبير عن بقية المناطق في الكثافة والمعدلات التي تحدث بها عمليات السطح، وليس في نوع العمليات. تتسم المناطق الاستوائية بمناخات خاصة، والتي قد تكون جافة أو رطبة. كما هو الحال في المناطق المعتدلة، تحتوي المناطق الاستوائية على مناطق ترتفع فيها درجة حرارة وكثافة الأمطار والنتح التبخري، وجميعها خصائص مناخية ترتبط بعمليات السطح. هناك خاصية أخرى لا ترتبط بالمناخ الحالي في حد ذاته، وهي أن جزءًا كبيرًا من المناطق الاستوائية يتمتع بتضاريس منخفضة موروثة من قارة غندوانا. أشار جوليوس بودل وبيري بيروت وجيان تريكارت إلى أن الأنهار الاستوائية يسودها الحمولة العالقة ذات الحبيبات الدقيقة التي استُمدت من التجوية الكيميائية المتقدمة، ما يجعل تلك الأنهار أقل تآكلية مقارنة بالأنهار في أي مكان آخر. ترتبط بعض معالم السطح التي اعتُقد في الماضي أنها استوائية إجمالًا، مثل برنهارد، بعلم الخصائص الحجرية والبنية الصخرية أكثر من المناخ.

## المناطق وفق شكل المناخي للأرض
ابتكر علماء علم شكل الأرض المناخي مخططات متنوعة تقسم سطح الأرض إلى مناطق مختلفة إذ ترتبط معالم السطح بمناخات الحاضر أو الماضي. ولكن فقط بعض العمليات ومعالم السطح ترتبط بمناخات بعينها، ما يعني أنها نطاقية؛ تُعتبر العمليات ومعالم السطح غير المرتبطة بمناخات بعينها غير نطاقية. على الرغم من ذلك، قد تكتسب العمليات ومعالم السطح غير النطاقية خصائص محددة عندما تتطور تحت تأثير مناخات معينة. عند تحديدها، تفتقر المناطق الجيومورفولوجية إلى الحدود الدقيقة وتميل إلى التدرج من نوع إلى آخر لتصبح نواة المنطقة فقط هي التي تتمتع بجميع الخصائص المتوقعة. مخططات التنطيق الجيومورفولوجية هي تلك التي وضعها جوليوس بوديل ( 1948 و 1963 و 1977) وكذلك جيان تريكارت وأندري كايو (1965). تركز مخططات بوديل على تسوية السطح وشق الأودية وعلاقتهما بالمناخ، مجادلًا بأن شق الأودية يسود في المناطق شبه القطبية بينما تسود تسوية السطح في المناطق الاستوائية. كذلك لا يختص ذلك المخطط بالعمليات فحسب، بل وبالمنتجات النهائية للنشاط الجيومورفي. يركز مخطط تريكارت وكايو على العلاقة بين الجيومورفولوجيا والمناخ والكساء النباتي. قام ألبريشت بينك بمحاولة باكرة للتنطيق الجيومورفولوجي في 1910، إذ قسّم الكرة الأرضية إلى ثلاثة مناطق استنادًا إلى نسب الترسيب التبخيري.
ناقش بحث في 1994 أن مفاهيم المناطق الجيومورفولوجية الصحراوية والجليدية وشبه الجليدية وبعض المناطق الساحلية تعتبر مُفسَرة. تكافئ تلك المناطق قرابة النصف من مساحة اليابسة على سطح الأرض، بينما لا يمكن وصف النصف الباقي بالمفردات البسيطة للعلاقات بين المناخ ومعالم السطح. ناقش سيغفريد باسارج حدود التنطيق الجيومورفولوجي في 1926، واعتبر أن الكساء النباتي وامتداد الحطام الصخري لهما تأثير مباشر في العديد من المناطق في العالم أكبر من تأثير المناخ. طبقًا لإم آي سامرفيلد، فإن التنطيق واسع النطاق لتضاريس سطح الأرض يُفسَر بشكل أفضل استنادًا إلى الصفائح التكتونية أكثر من المناخ. تعتبر الجبال الاسكندنافية مثالًا على ذلك، إذ ترتبط مناطقها المستوية ووديانها بتاريخ المرفع الأرضي لا المناخ.

تساءل بيوتر ميجون عن صحة مخططات تنطيق جيومورفولوجية بعينها إذ سُميت باسم عمليات، مثل تسوية السطح التي قد لا تحدث إطلاقًا خلال مساحات شاسعة من المنطقة. مشيرًا إلى مخطط بوديل ميجون للحالات في 1977.
هل من المجدي بالفعل وجود سلسلة الجبال البركانية بالمكسيك وسلسلة الجبال الساحلية بجنوب شرق البرازيل وسهول شرق أفريقيا ومنحدر غاتس الغربية وجبال تايوان في نفس المنطقة المسماة بالمنطقة حول الاستوائية شديدة التسوية؟

## التطور التاريخي
خلال عصر الاستعمارية الجديدة في أواخر القرن التاسع عشر، جاب المستكشفون والعلماء الأوروبيون الكرة الأرضية مقدمين أوصافًا للمناظر الطبيعية ومعالم السطح. ومع زيادة المعرفة الجيومورفولوجية مع الوقت، نُظمت تلك الملاحظات بحثًا عن الأنماط الخاصة بكل منطقة. ظهر المناخ بالتالي كعامل أساسي لوصف توزيع معالم السطح على النطاق الأوسع. تنبَّأت أعمال فلاديمير كوبين وفاسيلي دوكوتشاييفسك وأندرياس شيمبر بتطور علم شكل الأرض المناخي. أدرك ويليام موريس دافيس، عالم الجيومورفولوجية الرائد في عصره، دور المناخ عن طريق تتميم دورة التعرية «الطبيعية» للمناخ المعتدل بدورات المناخ القاحل والجليدي.  ولكن الاهتمام بعلم شكل الأرض المناخي جاء أيضًا كرد فعل على الجيومورفولوجيا الديفيسية التي اعتُبرت في منتصف القرن العشرين مبهمة وغير إبداعية. تطورت علم شكل الأرض المناخي في البداية بشكل أساسي في أوروبا القارية، بينما لم يكن اتجاه العالم المتحدث بالإنجليزية ظاهرًا حتى منشور إل سي بيلتير عن دورة التعرية شبه الجليدية في 1950.
انتُقدت علم شكل الأرض المناخي خلال المقالة المراجعة في عام 1969 بواسطة عالم جيومورفولوجيا العمليات، ديفيد روس ستودارت. أثبتت انتقادات ستودارت أنها «مدمرة» بإشعالها الشرارة التي أدت إلى انخفاض شعبية علم شكل الأرض المناخي في نهايات القرن العشرين. انتقد ستودارت علم شكل الأرض المناخي لتطبيقها منهجيات «مبتذلة» بشكل افتراضي في تأسيس اختلافات معالم السطح بين المناطق الجيومورفولوجية وكذلك لارتباطها بالجيومورفولوجيا الديفيسية ولإهمالها ظاهريًا لحقيقة أن القوانين الفيزيائية الحاكمة للعمليات هي ذاتها في كل أنحاء الكرة الأرضية. بالإضافة إلى بعض المفاهيم الخاصة بعلم شكل الأرض المناخي، مثل تلك التي تذكر أن التجوية الكيميائية تكون أسرع في المناخات الاستوائية مقارنةً بالمناخات الباردة والتي أُثبتت أنها ليست صحيحة بشكل صريح.
على الرغم من تضاؤل أهميتها، تستمر علم شكل الأرض المناخي في الوجود كمجال للدراسة منتجةً أبحاثًا ذات صلة. مؤخرًا، أدى الاهتمام بالاحتباس الحراري إلى تجديد الاهتمام في المجال.